# Jindřich Haužvic
Jindřich Haužvic (22. listopadu 1875, Praha – 18. října 1943, Praha) byl ředitel Lučebních závodů v Kolíně a ve Slaném, odborník a soudní znalec v oblasti výroby chemických látek.

## Život
Jindřich Haužvic nastoupil 16. září 1881 do staroměstské měšťanské a obecní školy v Praze. Tuto školu navštěvoval do 15. července 1888. V září 1888 nastoupil v Praze na gymnázium a studium zde ukončil 2. července 1892. Ještě týž rok nastoupil na Česko-slovanskou obchodní akademii. Zde studoval až do roku 1895. 13. října 1895 nastoupil jako úředník v Akciových lučebních závodech ve Slaném. Dne 9. července 1901 pojal Jindřich za manželku Helenu Giselu Majorovou. K 1. lednu 1902 byl jmenován účetním a 23. května 1902 se stal otcem dcery Jindry. O čtyři roky později byl 1. ledna 1906 jmenován administrativním správcem. Plnou mocí Akciové továrny na strojená hnojiva a lučebniny v Slaném č.j.: 33.922 ze dne 20. června 1910 byl Jindřich Haužvic zplnomocněn k zastupování továrny ve všech sporných záležitostech a soudních sporech týkajících se chemických látek.
Po 1. světové válce byl 1. ledna 1920 jmenován komerčním ředitelem Lučebních závodů ve Slaném. Od roku 1924 byl Jindřich Haužvic členem výboru správní rady Občanské záložny ve Slaném. Ve funkci ředitele Lučebních závodů setrval až do 1. ledna 1928, kdy došlo k fúzi slánské a kolínské chemičky, a stal se pak ředitelem celého koncernu. Dne 30. června 1929 odešel Jindřich na vlastní žádost do penze.
Presidiem krajského soudu trestního v Praze byl Jindřich Haužvic dne 26. ledna 1932 jmenován stálým soudním znalcem v oboru umělých hnojiv, klihu, rostlinných olejů a chemikálií (dekret vydán pod číslem Pres.1599 -5/31). Předepsanou znaleckou přísahu vykonal 4. února 1932 na Karlově náměstí.
Zakoupil doly na těžbu mramoru a doly na těžbu zlata v Argentině. Jeho bratrancem byl divizní generál Čeněk Haužvic, bývalý šéf zpravodajství Vrchního vojenského velení Československé armády v letech (1919-1921). Z manželství Jindřicha s Helenou Giselou vzešli ještě dva synové – Vratislav (* 1910) a Svatopluk Josef (* 1917).
Jindřich Haužvic zemřel 18. října 1943 v Praze v nemocnici na Bulovce na mozkovou mrtvici a pochován je na Olšanských hřbitovech v Praze v rodinné hrobce (hřbitov V-7-37).